# The Mighty Hannibal
The Mighty Hannibal, geboren als James Timothy Shaw (Atlanta, 9 augustus 1939 - The Bronx, 30 januari 2014), was een Amerikaanse singer-songwriter, r&b-, soul- en funkzanger en platenproducent.

## Biografie
James Timothy Shaw was de zoon van Corrie Belle en James Henry Shaw. Hij groeide op in de omstreken van Atlanta. Als tiener begon hij doowop te zingen en in 1954 voegde hij zich bij zijn eerste band The Overalls. Leden waren Shaw, Robert Butts, Edward Patten en Merald 'Bubba' Knight. Laatstgenoemde had later succes als deel van Gladys Knight & the Pips. Vanaf dan vermeldde Shaw Grover Mitchell als zijn muzikale raadgever. In 1958 verhuisde Shaw naar Los Angeles, waar hij onder de naam Jimmy Shaw, zijn debuut solosingle Big Chief Hug-Um An' Kiss-Um uitbracht bij Concept Records. Deze werd gevolgd door The Biggest Cry en I Need a Woman ('Cause I'm a Man).
Vervolgens werkte hij als zanger met Johnny Otis en ging daarna zingen in een andere band met H.B. Barnum en Jimmy Norman. Tijdens deze periode raakte hij bevriend met Johnny "Guitar" Watson en Larry Williams in 1959 en op aanraden van Aki Aleong nam hij de naam Hannibal aan. Daarna bracht hij een aantal singles uit bij Pan World Records. In 1962 wisselde hij naar King Records, waar hij vier verdere singles uitbracht, waaronder de grootste hit Baby, Please Change Your Mind. Tussen 1962 en 1965 werkte Hannibal ook als pooier in Los Angeles, een leefwijze die hem zijn baan kostte bij King Records.
Hij ging terug naar Atlanta en werd gecontracteerd als frontman door Dennis St. John & the Cardinals, die Tommy Roe ondersteunden bij een optreden. Ze verzorgden de achtergrondmuziek bij Hannibals komende opnamen bij Shurfine Records en ze speelden liveconcerten met hem rondom Atlanta. Hannibals eerste publicatie bij Shurfine Records was Jerkin' the Dog (1965), een bescheiden succes voor een standaard tienerdansplaat. Het soortgelijke verschenen Fishin' Pole volgde in 1966. In hetzelfde jaar aanvaardde Hannibal een meer sociaal gericht standpunt. 
Hij en Walter Cronkite schreven Hymn No. 5 in een kort tijdsbestek en naar verwachting werd het zijn bekendste opname, die zich plaatste in de Billboard r&b-hitlijst op positie 21. Op het succes van het nummer volgde een groeiende heroïneverslaving en Hannibal bracht achttien maanden door in de cel voor het niet betalen van een belastingaanslag. Na zijn vrijlating en vrij van drugs, nam hij begin jaren 1970 zijn carrière weer op, nu als King Hannibal. Hij bracht een aantal singles en het album Truth uit bij Aware Records. De single I'm Coming Home van dit album bevatte een ander sociaal commentaar op de aan de gang zijnde situatie in Vietnam en de anti-drugssong The Truth Shall Make You Free (Gospel of St. John 8:32) plaatste zich in 1973 in de r&b-hitlijst op positie 37.
Door een nieuwe richting te vinden met op gospel gebaseerde opnamen, doorstond zijn songwriting echter het einde jaren 1970. Hannibal werd te werk gesteld als gastacteur en als plaatproducent bij Venture Records, voordat hij ging werken bij de krant Atlanta Voice. Hij herinnerde zich zijn typische mix van country, gospel en disco en kreeg enig succes in Nederland met Hoedown Disco midden jaren 1970, maar een erger lot volgde toen Hannibal verbleef in betrekkelijke onbekendheid tot 1998. Het cd-album Who Told You That werd uitgebracht en gaf zijn carrière weer een impuls. In 2001 bracht Norton Records het compilatiealbum Hannibalism uit met songs, geschreven tussen 1958 en 1973. De cultfilm Velvet Goldmine bevat ook fragmenten van dit werk.
Hannibal verloor in 2002 zijn gezichtsvermogen door een glaucoom. Hij was het onderwerp van de documentaire film Showtime! (2009) onder regie van Ezra Bookstein. Hannibal was ceremoniemeester bij Norton Records' 'New Year's Eve Rock N' Roll Show & Dance at Union Pool' in Brooklyn. Hij ging verder met live optredens en genoot van de viering van zijn 70e verjaardag op het podium in 2009. Hij werkte het opvolgende jaar mee aan het eerste gezamenlijke album The Union van Elton John en Leon Russell met het door hem geschreven nummer There's No Tomorrow.

## Privéleven en overlijden
Hannibal was de neef van Vernon Jordan en was getrouwd met de soulzangeres Delia Gartrell. Hij overleed op 30 januari 2014 op 74-jarige leeftijd in het ziekenhuis St. Barnabas in The Bronx na ademhalingsproblemen thuis. Hij werd bijgezet op het Lincoln Cemetery in Atlanta.

## Discografie

### Singles
- 1966: Hymn No. 5
- 1973: The Truth Shall Make You Free

### Albums
- 1973: Truth
- 1998: Who Told You That
- 2001: Hannibalism (compilatiealbum)
- 2007: The Resurrection of the Mighty Hannibal

- Biblioteca Nacional de España: XX5696066
- Gemeinsame Normdatei: 1082353442
- International Standard Name Identifier: 0000 0000 4434 6151
- Library of Congress Control Number: no2003095054
- MusicBrainz: 9fc83e30-bfb3-43f5-bffc-26d91d1df302
- Virtual International Authority File: 1248151595761905470002
- WorldCat: E39PBJdrJ9QxYRxcGRFgYDdRKd